# Kita-ku (Kjóto)

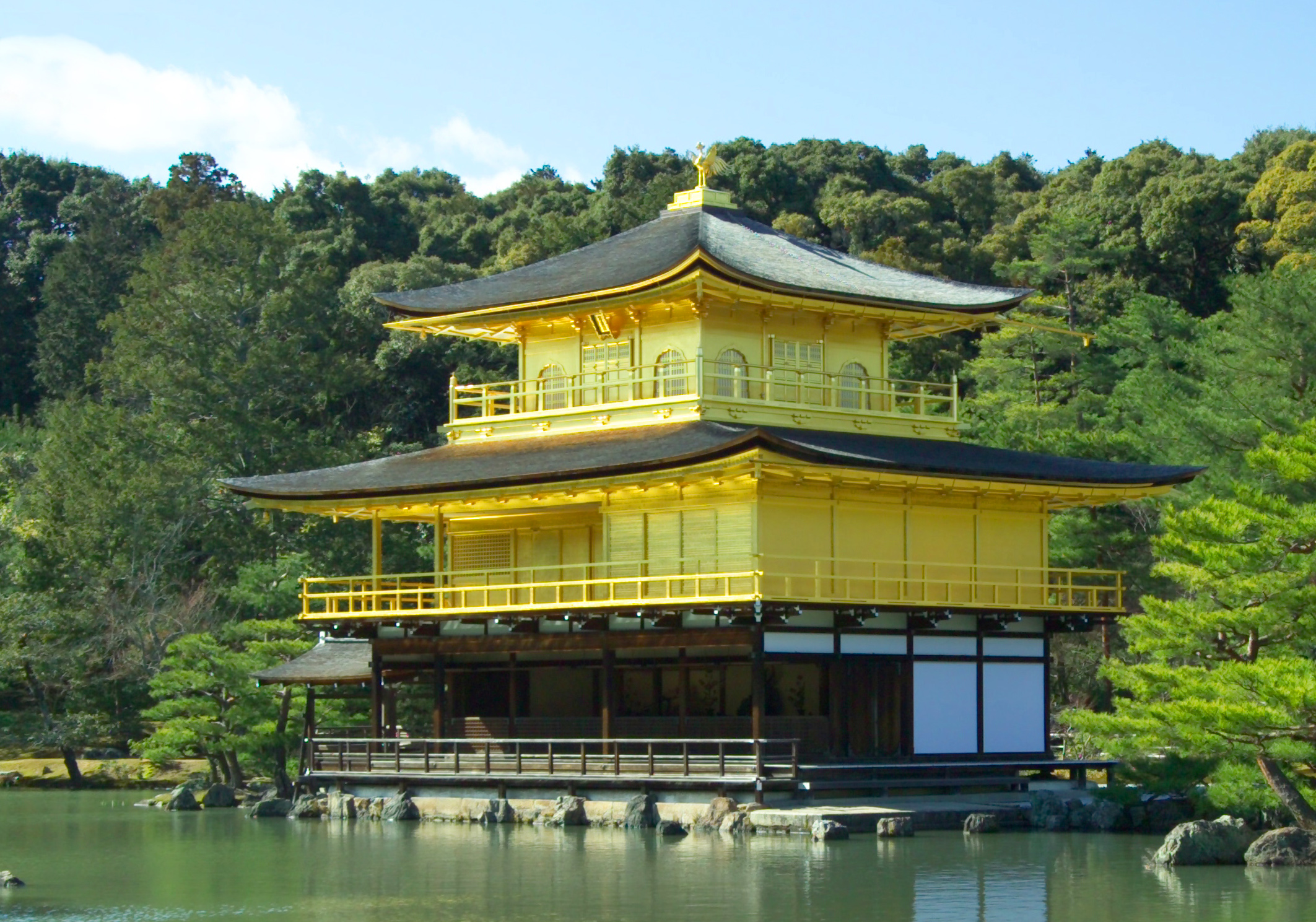
Kinkaku neboli Zlatý pavilon

Kita (北区; Kita-ku) je jednou z 11 čtvrtí japonského města Kjóto v prefektuře Kjóto. Její název znamená „severní čtvrť“.
Kita-ku má rozlohu 94,92 km² a počet obyvatel 122 391 (k 1. duben 2008).

## Chrámy a jiné významné památky
Na území čtvrti Kita-ku se nacházejí některé z nejznámějších japonských památek, např.:
- Daitokudži – slavný chrám sekty Rinzai.
- Svatyně Kamo – jedny z nejstarších šintoistických svatyní v Japonsku. Jsou zapsány na Seznamu světového dědictví UNESCO.
- Kinkakudži – „Zlatý pavilon“, jeden z nejslavnějších buddhistických chrámů v Japonsku. Je zapsán na Seznamu světového dědictví UNESCO.